# Trishul Autocrafts
Trishul Autocrafts Pvt. Ltd. war ein Hersteller von Kraftfahrzeugen aus Indien.

## Unternehmensgeschichte
Das Unternehmen aus Patna begann 1982 mit der Produktion von Automobilen. Der Markenname lautete Trishul. 1991 endete die Produktion. Phooltas Transmotives setzte die Produktion unter eigenem Markennamen fort.

## Fahrzeuge
Im Angebot standen kleine geländegängige Fahrzeuge. Sie waren 300 cm lang und wogen etwa 600 kg. Ein Dieselmotor von Lombardini mit 510 cm³ Hubraum und 12 PS Leistung war vorne im Fahrzeug montiert und trieb die Hinterräder an. Die Höchstgeschwindigkeit war mit 64 km/h angegeben. Die Basis bildete ein Rohrrahmen aus Stahl. Darauf wurden verschiedene sechssitzige Karosserien aus Stahl montiert. Überliefert sind offene Aufbauten, viertürige Versionen sowie Ausführungen als Taxi.